# Xenophysa agnostica
Xenophysa agnostica är en fjärilsart som beskrevs av Zoltan Varga. Xenophysa agnostica ingår i släktet Xenophysa och familjen nattflyn. Inga underarter finns listade i Catalogue of Life.